# اواس وی (سیستم عامل)
او اس وی (به انگلیسی: OSv) یک سیستم عامل کامپیوتری متمرکز بر محاسبات ابری است که در ۱۶ سپتامبر ۲۰۱۳ منتشر شد. این سیستم عامل یک سیستم عامل ویژه است که برای اجرا به صورت مهمان در بالای یک ماشین مجازی ساخته شده‌است، بنابراین شامل درایورهای سخت‌افزار بیر متال (سخت‌افزار فیزیکی) نمی‌شود. این سیستم عامل یک یونیکرنل است که برای اجرای یک فایل اجرایی لینوکس یا یک برنامه کاربردی نوشته شده در یکی از محیط‌های زمان اجرا پشتیبانی شده (مانند جاوا) طراحی شده‌است. به همین دلیل، مفهومی از کاربران (این یک سیستم چند کاربره نیست) یا فرایندها را پشتیبانی نمی‌کند، همه چیز در فضای آدرس هسته اجرا می‌شود. استفاده از یک فضای آدرس واحد، برخی از عملیات وقت گیر مرتبط با تغییر زمینه را حذف می‌کند. این سیستم عامل از مقدار زیادی از کدهای سیستم عامل FreeBSD، به ویژه پشته شبکه و سیستم فایل ZFS استفاده می‌کند. OSv را می‌توان با استفاده از یک API مدیریت REST و یک رابط خط فرمان اختیاری نوشته شده در Lua مدیریت کرد.